# 룬 팩토리 4
《룬 팩토리 4》는 네버랜드가 개발하고 마벨러스 AQL이 배급한 롤플레잉 비디오 게임이다. 《룬 팩토리》 시리즈의 여섯 번째 게임이자 닌텐도 3DS로 발매된 첫 게임으로, 2012년 7월 일본 지역에서 처음 출시됐다.
2019년 7월, 새 난이도 및 Live2D 등 다양한 기능이 추가된 확장판 《룬 팩토리 4 스페셜》이 일본에서 닌텐도 스위치용으로 처음 발매됐다. 이후 2021년 플레이스테이션 4, 엑스박스 원 및 마이크로소프트 윈도우로 이식됐다.

## 개발 및 출시
2019년 7월 25일, 닌텐도 스위치용 개선판 《룬 팩토리 4 스페셜》이 일본에서 처음 출시됐다. 이후 한국에서 2019년 12월 5일, 북미에서 2020년 2월 25일, 유럽 및 호주에서 2020년 2월 28일 발매됐다. 개선판은 새로운 오프닝 음악, 난이도 추가, Live2D 기술을 이용한 그래픽 향상 등이 포함됐다.

## 반응

### 성적
닌텐도 3DS판 《룬 팩토리 4》의 일본 판매량은 15만 장을 초과해 《룬 팩토리 2》를 제치고 시리즈 최다 판매작이 됐다. 판매수익은 배급사 마벨러스 AQL의 예상을 초과해 2012년 회계 2분기의 수익을 106.7%만큼 증가시켰다.

## 참조

### 내용주
1. ↑  《룬 팩토리 4 스페셜》 개발은 하카마 담당.
2. ↑  영어: Rune Factory 4, 일본어: ルーンファクトリー4
3. ↑  영어: Rune Factory 4 Special, 일본어: ルーンファクトリー４スペシャル